# Гостехнадзор

Государственный надзор за техническим состоянием самоходных машин и других видов техники (Гостехнадзор) — осуществляет надзор за техническим состоянием тракторов, самоходных дорожно-строительных и иных машин и прицепов к ним, а также аттракционов в процессе использования в части обеспечения безопасности для жизни, здоровья людей и имущества, охраны окружающей среды, а в агропромышленном комплексе — за соблюдением правил эксплуатации машин и оборудования, регламентируемых стандартами, другими нормативными документами и документацией.
Состоит из Главной государственной инспекции по надзору за техническим состоянием самоходных машин и других видов техники Министерства сельского хозяйства Российской Федерации (Главгостехнадзор России) и государственных инспекций по надзору за техническим состоянием самоходных машин и других видов техники органов исполнительной власти субъектов Российской Федерации с соответствующими государственными инспекциями городов и районов.
Основным документом регулирующим деятельность является Постановление Правительства РФ от 13.12.1993 № 1291 «О государственном надзоре за техническим состоянием самоходных машин и других видов техники в Российской Федерации».

## История
Начало организации и осуществлению государственного надзора за техническим состоянием машинно-тракторного парка было положено постановлением ЦК КПСС и Совета Министров СССР от 18 апреля 1958 года. Этим документом было принято решение о ликвидации машинно-тракторных станций (МТС) и введении должностей государственных технических инспекторов в системе ремонтно-технологических станций (РТС).
В задачу технических инспекторов входило осуществление контроля и оказание помощи хозяйствам в вопросах технической эксплуатации машинно-тракторного парка. С образованием в 1961 году Всесоюзного объединения «Сельхозтехника» служба технического надзора была передана этой организации.
В задачи технического инспектора входило: проведение технического осмотра МТП, проверки качества ремонта машин, хранения техники, нефтепродуктов и запасных частей. Кроме того, техническим инспектором давались заключения о техническом состоянии машин, представляемых на списание. Он принимал экзамены по правилам уличного движения от трактористов и выдавал им разрешения на допуск к работе на тракторах.
В 1965 году инспекция гостехнадзора была передана в сельскохозяйственные органы управления. Полновесный статус союзной системы с необходимыми надзорными функциями был получен после возложения в 1969 году на Министерство сельского хозяйства СССР ответственности за состояние использования техники. Одновременно с этим государственные инженеры-инспекторы наделялись полномочиями надзорных органов (запрещение эксплуатации машин, выдача предписаний, лишение прав управления механизаторов).
Более совершенной структурой, функциями, полномочиями и правами органы госсельтехнадзора были наделены в 1975 году постановлением Совмина СССР от 23 декабря № 1035, когда основное надзорное звено из групп инженеров-инспекторов было преобразовано в районные инспекции госсельтехнадзора. Важной вехой в становлении органов госсельтехнадзора в тот период являлось установление норматива численности районных инспекций.
В качестве дополнительных функций органы госсельтехнадзора стали осуществлять надзор за соблюдением в сельском хозяйстве правил транспортировки, хранения и расходования нефтепродуктов, порядка устранения недостатков в гарантийной технике, а также за качеством ремонта и технического обслуживания в организациях и на предприятиях «Сельхозтехники».
С 1988 года на органы гостехнадзора дополнительно возложены обязанности по регистрации тракторов, прицепов к тракторам и самоходных машин, находящихся в личной собственности граждан.

## Функции
- Надзор за техническим состоянием тракторов, самоходных дорожно-строительных и иных машин и прицепов к ним в процессе использования независимо от их принадлежности (кроме машин Вооруженных сил и других войск Российской Федерации, а также параметров машин, подконтрольных Госгортехнадзору России и Главгосэнергонадзору России) по нормативам, обеспечивающим безопасность для жизни, здоровья людей и сохранности имущества, охраны окружающей среды.
- Надзор в агропромышленном комплексе за соблюдением правил эксплуатации машин и оборудования в части обеспечения безопасности для жизни, здоровья людей и сохранности имущества, охраны окружающей среды (кроме параметров, подконтрольных Госгортехнадзору России и Главгосэнергонадзору России), а также правил, регламентируемых стандартами, другими нормативными документами и документацией.
- Надзор в агропромышленном комплексе за соблюдением установленного порядка организации и проведения сертификации работ и услуг в области технической эксплуатации поднадзорных машин и оборудования.
- Надзор в период ответственности изготовителя и (или) поставщика за соответствием поднадзорных машин и оборудования условиям обязательной сертификации и наличием соответствующего сертификата.
- Регистрация тракторов, самоходных дорожно-строительных и иных машин и прицепов к ним, а также выдача на них государственных регистрационных знаков (кроме машин Вооруженных Сил и других войск Российской Федерации).
- Проведение периодических технических осмотров регистрируемых машин.
- Прием экзаменов на право управления самоходными машинами и выдача удостоверений тракториста-машиниста (тракториста).
- Выдача учебным учреждениям обязательных свидетельств о соответствии требованиям оборудования и оснащенности образовательного процесса для рассмотрения вопроса соответствующими органами об аккредитации и выдаче указанным учреждениям лицензий на право подготовки трактористов и машинистов самоходных машин.
- Оценка технического состояния и определение остаточного ресурса поднадзорных машин и оборудования по запросам владельцев, государственных и других органов.
- Рассмотрение претензий владельцев поднадзорных машин и оборудования по поводу ненадлежащего качества проданной или отремонтированной техники.
- Производство по делам об административных правонарушениях в соответствии с законодательством Российской Федерации.
- Контроль за исполнением владельцами транспортных средств установленной законодательством Российской Федерации обязанности по страхованию гражданской ответственности владельцев транспортных средств при регистрации, организации и проведении государственного технического осмотра транспортных средств и осуществлении иных полномочий в области надзора за техническим состоянием транспортных средств в процессе их использования.

## Знаки различия
Знаки различия государственных инженеров-инспекторов Гостехнадзора
| Государственный инженер-инспектор Гостехнадзора | Главгостехнадзор (упразднен) | Субъект | Район | Город (без районного деления) | Округ в г.Москве | Район в г.Санкт-Петербурге | Район в городе (с районным делением) |
| ----------------------------------------------- | ---------------------------- | ------- | ----- | ----------------------------- | ---------------- | -------------------------- | ------------------------------------ |
| Начальник                                       |                              |         |       |                               |                  |                            |                                      |
| Заместитель начальника                          |                              |         |       |                               |                  |                            |                                      |
| Главный                                         |                              |         |       |                               |                  |                            |                                      |
| Главный специалист                              |                              |         |       |                               |                  |                            |                                      |
| Ведущий специалист                              |                              |         |       |                               |                  |                            |                                      |
| Специалист 1 категории                          |                              |         |       |                               |                  |                            |                                      |
| Специалист 2 категории                          |                              |         |       |                               |                  |                            |                                      |